# Бёрч, Сесил Реджинальд
Сесил Реджинальд Бёрч (англ. Cecil Reginald Burch, 12 мая 1901, Лидс, Уэст-Йоркшир — 19 июля 1983) — британский физик и инженер.
Сесил родился в Лидсе. Он окончил колледж Гонвилл-энд-Киз в Кембридже в 1923 году и начал исследования в компании Метрополитен-Викерс в Траффорд-парке, Манчестер. Там он разработал масла «апьезон», которые позволили достичь высокого вакуума и упростить покрытие астрономических зеркал. В 1933 году он стал научным сотрудником по оптике Имперского колледжа Лондона, а в 1935 году переехал в Бристольский университет в качестве научного сотрудника на факультете физики. Там он сосредоточился на развитии микроскопии и телескопии.
Он выиграл медаль и премию Дадделла в 1942 году и медаль Румфорда в 1954 году, последнюю «За выдающийся вклад в технику создания высокого вакуума и в разработку отражающего микроскопа».
Он был избран членом Лондонского королевского общества в 1944 году. Он женился на Энид Дж. Морис в 1937 году.